# Arichanna albivertex
Arichanna albivertex là một loài bướm đêm trong họ Geometridae.